# واتش إت
واتش إت (بالإنجليزية: Watch It)‏ هي منصة بث فيديو رقمي مصريّة تابعة لشركة المتحدة للخدمات الإعلامية أُنشئت في عام 2019 تزامناً مع شهر رمضان عام 1440 هجرياً، وتمّ إنشاء المنصة لعرض الأعمال الفنية المصرية الكلاسيكية والأفلام ومسلسلات رمضان.

## حجب منصات الأفلام غير الرسمية
تمّ الترويج للمنصة مباشرة بعد حظر منصات قرصنة الأفلام مثل إيجي بست الترفيهي، والذي كان يقدم خدمات تنزيل الأفلام والمسلسلات مجاناً للجمهور مما يُعتبَر انتهاكاً لحقوق النشر الخاصة بشركات الإنتاج والتوزيع. وامتد الحظر ليشمل عرب ليونز وأكوام وموفيز لاند وعرب سيد ومزيكا توداي وشاهد فور يو وشاهد فور أب، وسيما فور أب وجميعها مواقع معروفة تقوم بتوفير المسلسلات والأفلام العربية والأجنبية مجانا مما يُعتبَر قرصنةً لهذه الأفلام والمسلسلات؛ وذلك بسبب عرض أفلام ومسلسلات مجاناً دون مراعاة حقوق النشر للشركات المنتجة لتلك الأعمال.

## وصلات خارجية
- الموقع الرسمي